# Neustädter See (Mecklenburg)
Der Neustädter See ist ein See in Neustadt-Glewe im Landkreis Ludwigslust-Parchim in Mecklenburg-Vorpommern und gilt als typischer Einsturzsee.

## Beschreibung

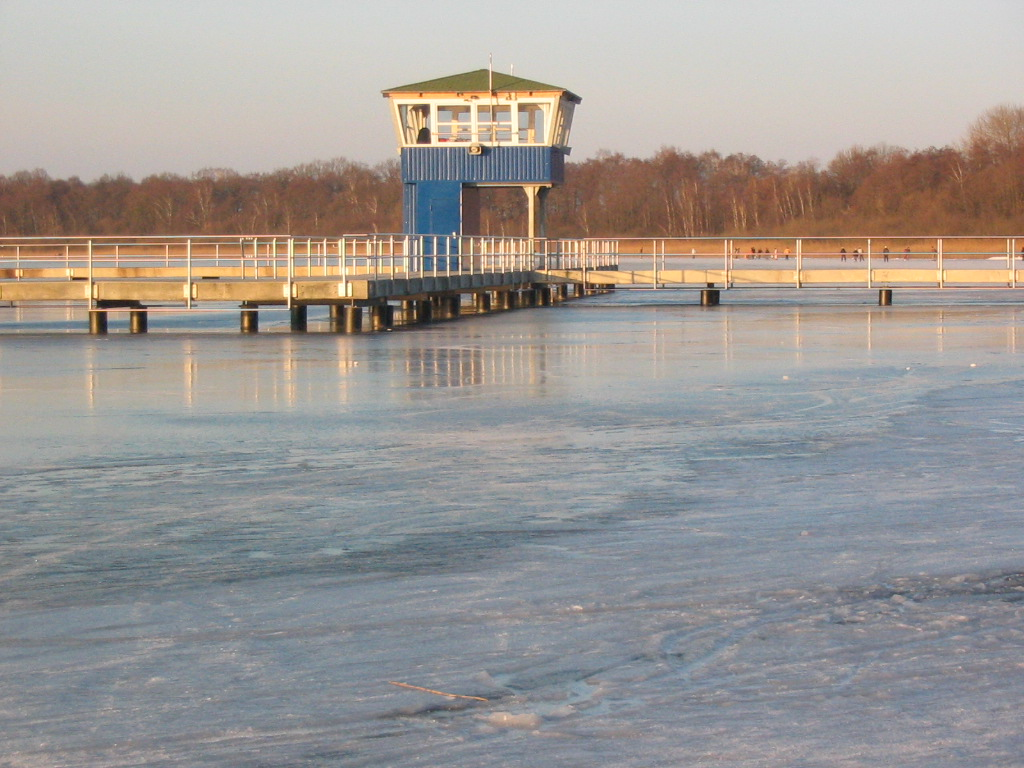
Badeanstalt im Winter, Januar 2006

Der See liegt nordwestlich des bebauten Stadtgebietes in einer sonst seenarmen Landschaft. Mit Ausnahme der Badeanstalt am Südostufer ist das Gewässer von einem dichten Baumgürtel umgeben. Nahe dem Westufer befinden sich der Neustädter Ortsteil Hohes Feld, das ehemalige Facharztzentrum der Bundeswehr (vormals Lazarett) und ein sowjetischer Soldatenfriedhof. In geringer Entfernung liegen nördlich die Trasse der Bundesautobahn 24 und die Ortsteile Kronskamp und Hohewisch.
Der See ist 1095 Meter lang und 825 Meter breit und hat eine Fläche von 129 Hektar sowie ein Volumen von 8,95 Mio. m³. Das Einzugsgebiet hat eine Größe von 5,2 km². Der mittlere Wasserspiegel liegt 33,4 Meter über NHN. Es sind keine nennenswerten Zuflüsse vorhanden, weshalb der Wasserstand vor allem durch Niederschlag, Verdunstung und Grundwasserspeisung beeinflusst wird. Am Nordostufer besteht ein Abfluss zum Seegraben 011. Trotz der flachen, sandigen Uferzonen erreicht der relativ kleine und trichterförmige See eine maximale Tiefe von 31 Metern.
Das Becken des Sees entstand durch nacheiszeitliche Bodenabsenkungen, die durch Auslaugungen im Untergrund hervorgerufen wurden.
Noch im Jahr 1867 wurde das Gewässer als Weißer See bezeichnet. Für das Jahr 1262 ist der Name See Hönwisch, abgeleitet vom Ort Hohewisch, belegt.

## Wasserqualität
Seit Mitte der 1980er Jahre hat die Wasserqualität vor allem durch den Massentourismus gelitten. Von 1994 bis 2000 wurde ein schwach eutropher Zustand festgestellt. Nach der Seesanierung 1999, bei der etwa 25.000 m³ Sedimentmaterial aus Tiefen unterhalb von 25 Metern entfernt wurden, verbesserte sich der Zustand des Gewässers deutlich. Bereits 2001 konnte der See als mesotroph eingestuft werden, die Sichttiefe hatte sich gegenüber 1998 mehr als verdoppelt.
In der vom Sozialministerium Mecklenburg-Vorpommern herausgegebenen Badewasserkarte erreicht der Neustädter See seit 2001 die höchste Wasserqualitätsstufe.

## Natur
Der Neustädter See weist einen guten Besatz von Aalen, Barschen, Hechten, Karpfen, Schleien und Weißfischen auf. Im Neustädter See kommt der vom Aussterben bedrohte Europäische Strandling vor. Der See gehört zum Landschaftsschutzgebiet Lewitz.

## Erholung/Tourismus
Durch den Sandstrand mit langer Flachwasserzone ist der See über die Stadtgrenzen hinaus bei Badegästen beliebt. Neben der offiziellen Badeanstalt mit Seebrücke gibt es weitere unbewachte Badestellen. In unmittelbarer Nähe des Sees befinden sich am Ostufer ein Campingplatz, Ferien- und Wochenendsiedlungen und einige gastronomische Einrichtungen.

## Trivia
Der Neustädter See ist Handlungsort einer Sage, nach der sich an Stelle des Gewässers ein Kloster befand, das durch das gottlose Verhalten der Bewohner untergegangen sein soll. Der Sage folgend kann es in hellen Mondnächten zur Erscheinung einer klagenden Klosterfrau am Ufer kommen, nach der sich der See ein Opfer holt. Beispielhaft wird ein Kutscher genannt, der mit Pferden und Fuhrwerk im See verschwand.